# Neobatrachus
Neobatrachus es un género de ranas de la familia Limnodynastidae que se encuentra en Australia (excepto de la isla de Tasmania).

## Especies
- Neobatrachus albipes (Roberts, Mahony, Kendrick, and Mayores, 1991)
- Neobatrachus aquilonius (Tyler, Davies, y Martin, 1981)
- Neobatrachus centralis (Parker, 1940)
- Neobatrachus fulvus (Mahony & Roberts, 1986)
- Neobatrachus kunapalari (Mahony & Roberts, 1986)
- Neobatrachus pelobatoides (Werner, 1914)
- Neobatrachus pictus (Peters, 1863)
- Neobatrachus sudelli (Lamb, 1911)
- Neobatrachus sutor (Main, 1957)
- Neobatrachus wilsmorei (Parker, 1940)

- Datos: Q2693003
- Multimedia: Neobatrachus / Q2693003
- Especies: Neobatrachus